# Реза Пехлеви (шахзаде)
Шахзаде́ Реза́ Пехлеви́ (перс. رضا پهلوی‎; род. 31 октября 1960, Тегеран) — глава дома Пехлеви и наследный принц (шахзаде) ныне не существующего Шаханшахского Государства Иран, старший сын последнего Шаханшаха Ирана — Мохаммеда Резы Пехлеви.
С 1967 года является наследным принцем (шахзаде) Ирана, и должен был занять престол после своего отца — Мохаммеда Резы Пехлеви, но из-за Исламской революции в Иране в 1979 году был вынужден вместе с семьёй бежать из Ирана.
Один из главных критиков существующей ныне в Иране клерикальной исламской республики. Является основателем и лидером Национального совета Ирана, который запрещён в Иране. Ныне проживает в США (Лос-Анджелес).

## Биография

### Ранние годы
Реза Пехлеви родился 31 октября 1960 года в Тегеране. Является первенцем Мохаммада Резы Пехлеви. Мать — Шахбану Ирана Фарах Пехлеви, которая вышла замуж за Мохаммада Резу Пехлеви в 1959 году.
После окончания школы юный Реза Пехлеви был принят на службу в Имперские Военно-воздушные силы Ирана в качестве младшего офицера. В 1977 году в возрасте 17 лет был отправлен в США для лётной стажировки. В США также обучался в Колледже Уильямса, но через некоторое время вынужденно прервал учёбу из-за начавшихся беспорядков в его родном Иране. Вскоре в 1979 году в Иране произошла Исламская революция, и Шаху Ирана вместе с семьей пришлось бежать из страны. Вскоре в Иране была создана Исламская Республика Иран.

### Дальнейшая жизнь
После этого Реза Пехлеви обучался в Университете Южной Калифорнии (США) и получил там степень бакалавра в области политологии. Между тем Реза Пехлеви также успешно завершил обучение по программе подготовки пилотов Военно-воздушных сил США.
27 июля 1980 года скончался от тяжёлой болезни свергнутый и изгнанный Шаханшах Ирана, отец Резы Пехлеви — Мохаммад Реза Пехлеви. После смерти отца, главой дома Пехлеви стал именно Реза Пехлеви, как самый старший среди всех детей Шаха и Шахбану.
Он неоднократно заявлял о своём желании возродить монархию в Иране во главе с собственной персоной, правда, с учетом особенностей современной конституционной системы.
В 1981 году на Ближнем Востоке началась ирано-иракская война. Реза Пехлеви написал письмо главнокомандующему Вооружённых сил Исламской Республики Иран генерал-майору Валиулле Фаллахи с просьбой о разрешении участвовать в войне против Ирака в качестве пилота Военно-воздушных сил Ирана. Предложение Резы Пехлеви было отвергнуто. Ирано-иракская война длилась восемь лет и закончилась лишь в августе 1988 года ничейным результатом.

## Высказывания
Реза Пехлеви выступает за ликвидацию ныне существующей в Иране исламской республики. Считает, что Иран должен быть светским, и религия должна быть отделена от государства, тем самым существуя отдельно друг от друга. В то же время, считает что исламофобия не допустима ни в каких проявлениях. Выступает за свободные и демократические выборы, а также допуск к выборам всех политических идеологий, которые выступают за демократию и справедливость. Считает что сам народ Ирана должен решать, каким государством станет Иран — конституционной монархией, президентской или парламентской республикой.
В своих публичных заявлениях Реза Пехлеви не раз обещал вернуться в Иран в качестве конституционного монарха в случае восстановления монархии: «Я не за левых, правых, я не за прошлое. Я за будущее. Я считаю, что представляю новую страницу в нашей истории, новое послание».
Выступает за соблюдение прав и свобод человека. Не раз выступал в различных конференциях и мероприятиях по защите прав человека.
Кронпринц (шахзаде) Шаханшахского Государства Иран Реза Пехлеви приезжал в Израиль, чтобы почтить память жертв Холокоста на День памяти Катастрофы и героизма вечером 17 апреля 2023 года.

## Отношения с иранскими эмигрантами
Реза Пехлеви имеет большой авторитет среди иранских эмигрантов, которые по тем или иным причинам были вынуждены покинуть Иран. Особенную популярность Реза Пехлеви имеет у эмигрантов, которые покинули Иран из-за Исламской революции. В США, где ныне пребывает Реза Пехлеви, проживает примерно два миллиона иранских иммигрантов, последние поколения которых родились в США и ни разу не бывали на исторической родине. Иранская диаспора США является одной из самых активных среди многочисленных диаспор в этой стране.

## Высказывания относительно ядерной программы Ирана
По словам Резы Пехлеви, атака израильских или американских войск против Ирана может явиться лишь огромной услугой существующему в этой стране исламскому режиму. Пехлеви отметил, что удар по Ирану не уничтожит его ядерную программу, а лишь временно приостановит её. Взамен военной операции Реза Пехлеви предложил мобилизовать против руководства Исламской Республики — «лучшую армию в мире, сам иранский народ», имея в виду своих сторонников внутри Ирана. Позднее, после начала израильской операции против иранской ядерной программы Реза Пехлеви призвал иранцев к неповиновению и свержению режима Али Хаменеи.

## Массовые беспорядки и протесты в Иране
В Иране иногда происходят беспорядки и протесты. Первые большие по размаху протесты и беспорядки произошли в 2009 году. С конца декабря 2017 года снова начались протесты и беспорядки в стране. Изначально протесты были вызваны высокими ценами на продукты и низким уровнем жизни, но впоследствии переросли в антиправительственные протесты. Протестующие были недовольны экономической и социальной ситуацией в стране, больших военных расходов Ирана из-за вооружённых конфликтов в Сирии, Ираке, Йемене и Ливане. Протестующие в частности скандировали в пользу Резы Пехлеви и вообще династии Пехлеви. В протестах участвовали молодёжь, студенты и иранские монархисты, которые выступают за возвращение в Иране монархии, и большая часть в качестве Шаха Ирана хочет видеть представителя Пехлеви, в частности Резу Пехлеви.

## Личная жизнь

### Семья
Отец — шах Мохаммед Реза Пехлеви, родившийся в 1919 году и умерший в 1980 году. Мать — шахбану Фара́х Пехлеви, родившаяся в 1938 году. Фарах Пехлеви ныне проживает в США. У Резы Пехлеви две родные сестры и брат. Брат принц Али́ Реза́ Пехлеви родился в 1966 году. Покончил жизнь самоубийством в январе 2011 года. Сестры — принцесса Фарахна́з Пехлеви (р. 1963) и принцесса Ле́йла Пехлеви (1970—2001). Найдена мёртвой у себя номере в отеле в июне 2001 года.
С 12 июня 1986 года Реза Пехлеви женат на Ясмин Пехлеви (при рождении — Амини), которая родилась в 1968 году в Тегеране. Ясмин Амини в конце 1970-х годов переехала из Ирана в США, где окончила в США Университет Джорджа Вашингтона. У Резы и Ясмин Пехлеви три дочери: принцесса Нур, принцесса И́ман и принцесса Фара́х.

### Религиозные убеждения
В одной из своих интервью Реза Пехлеви в частности говорил о религии: «Это личное дело каждого, но вы, возможно, знаете, что я по убеждению мусульманин-шиит. Я очень верующий человек». Совершил паломничество (хадж) в Мекку.

### Увлечения
Интересуется футболом и другими видами спорта. В молодости неплохо играл в футбол. Является болельщиком тегеранского футбольного клуба «Эстегляль», который до Исламской революции назывался «Тадж» (Корона в переводе с персидского языка). Во время правления Ираном Мохаммада Резы Пехлеви футбольный клуб «Тадж» был тесно связан с шахской семьей, поэтому после Исламской революции был принят новыми исламистскими властями как напоминание о шахской эпохе и был переименован в «Эстегляль» (Независимость в переводе с персидского языка). В 1976 году в возрасте 16 лет приезжал в СССР и отдыхал в пионерском лагере «Артек», что послужило определённым толчком к созданию фильма «Будьте готовы, Ваше высочество!».

## Титулы, звания и награды

### Титулы
- Его Императорское высочество наследный принц (шахзаде) Ирана

#### Звания
- Младший офицер Имперских Военно-воздушных сил Ирана

### Награды

#### Награды Ирана
- Орден Пехлеви (26 сентября 1967 года)
- Коронационная медаль «Реза Шах Пехлеви» (26 октября 1967 года)
- Медаль 25-го Столетия (14 октября 1971 года)
- Медаль Персеполиса (15 октября 1971 года)

#### Иностранные награды
- Рыцарь Королевского Ордена Серафимов (24 ноября 1970 года, Королевство Швеция)
- Рыцарь Большого креста ордена «За заслуги перед Итальянской Республикой» (15 декабря 1974 года, Итальянская Республика)[22]
- Рыцарская цепь Ордена Изабеллы Католической (19 апреля 1975 года, Королевство Испания)[23]
- Большой крест Ордена Почётного легиона (14 декабря 1976 года, Французская республика)
- Большая звезда Почётного знака «За заслуги перед Австрийской Республикой» (1976 год, Австрийская республика)[24]
- Большая цепь Королевского Ордена Барабана (Королевство Руанда)[25]

- Кавалер Верховного ордена Святого Благовещения (26 апреля 2023 года, Савойский дом)[26]

### Прочее награды
- Онлайн-опрос радио Фарда "Человек года" (2011)[27]
- Ключ от города из Беверли - Хиллз (23 января 2017 года, Лос-Анджелес, Калифорния)[28][29]

## Публикации
- Реза Пехлеви. IRAN: L’Heure du Choix = IRAN: The Deciding Hour. — Denoël, 2009. — 254 с. — ISBN 978-2207261033.
- Реза Пехлеви, Winds of Change: The Future of Democracy in Iran, Regnery Publishing Inc., 2002, ISBN 0-89526-191-X.
- Реза Пехлеви, Gozashteh va Ayandeh, London: Kayham Publishing, 2000.[30]